# Základna NATO na Monte Venda
Vojenská základna NATO Venda byla základna Severoatlantické aliance, která se nacházela v bunkru uvnitř hory Monte Venda nedaleko obce Galzignano Terme v provincii Padova a byla aktivní v letech 1955–1998. Sídlilo zde 1. regionální operační středisko (ROC; Regional Operation Center). V případě vypuknutí bojů s Varšavskou smlouvou by se 1. ROC stalo velitelským stanovištěm 5. ATAF (Allied Tactical Air Force) a spadalo by pod velení AIRSOUTH, velitelství jižních vzdušných sil NATO, ve spojení s velitelstvím West Star (operační velitelství velitelství spojeneckých pozemních sil v jižní Evropě FTASE). Základna se nacházela v systému tunelů vyhloubených v nitru hory a byla považována za jednu ze základních míst italské a spojenecké obrany, skutečné nervové centrum protivzdušné obrany zahrnuté do systému NADGE (NATO Air Defence Ground Environment). Tato základna byla protivzdušnou obranou státních hranic Itálie až po Řím.

## Dějiny
Základna byla vybudována v 50. letech 20. století z prostředků Itálie a Spojených států amerických v oblasti, kde se již nacházela 1. DAT (Teritoriální protivzdušná obrana; Difesa Aerea Territoriale). Od 60. let 20. století přešla kontrola nad ní zcela do rukou italského vojenského letectva a její krycí název používaný ve vojenské komunikaci zněl „Rupe“, právě proto, že byla vyhloubena ve skále („skála“ či „útes“). Po jejím uzavření byla činnost 1. ROC Monte Venda rozdělena mezi leteckou základnu Poggio Renatico a ACC Padova v Abano Terme.

## Struktura
Stavba se skládala z tunelu umístěného v hloubce mezi 20 a 70 metry horniny o celkové délce 1046 metrů. Měla tvar písmene S a dvě větve byly obloženy azbestocementem. Uvnitř byly obložené operační sály velikosti kontejneru, místnost s pěti monitory připojenými k radarové síti, počítačová místnost s konstantní teplotou dvacet stupňů či místnost s dálnopisem. Vzduch přicházel z povrchu potrubím, rovněž vyloženým azbestem, a byl rozváděn do místností pomocí řady mřížek. V bunkru pracovalo více než pět set vojáků rozdělených do tří směn.
Operační základna zabírala zhruba horní polovinu hory, na jejímž vrcholu byly umístěny radarové antény a související zařízení, stejně jako civilní antény a rádiové spoje (např. Rai). Do dnešních dnů se dochovaly pouze antény, radary byly vyřazeny z provozu. Operační základna se nacházela podél klikaté vojenské silnice, která vedla od vchodu do kasáren na vrchol Monte Venda. Hora byla celá vyhloubená v tom smyslu, že ji protínal šroubovitý tunel odolný proti zbraním hromadného ničení, kde se zdržovali pracovníci na směně, v podstatě obsluha radaru. Vojenská ostraha (VO) střežila základnu jak zvenčí (vojenská silnice, les, radarové stanoviště), tak uvnitř tunelu. Od takzvaného „přerušení práce“ (od časného odpoledne do následujícího rána, kdy byl tunel hermeticky uzavřen a operátoři radaru a VO měli službu uvnitř, zatímco všeobecní letci, důstojníci a poddůstojníci, kteří neměli službu, se vrátili na logistickou základnu) byla základna obsazena venku příslušníky VO, kteří od večera do svítání hlídali rozsáhlý zalesněný prostor.

## Centrála logistiky
Ve čtvrti Giarre v Abano Terme na Via Roveri se nacházela detašovaná základna, známá také jako „kasárna Giarre“. Ve skutečnosti se jednalo o kasárna, které sloužila jako skladiště, základna vozidel a ubytovna, kterou využívali především generálové a poddůstojníci.

## Další základny ROC
V Itálii existovaly ještě další dvě základny podobné té na Monte Venda. Jedna byla 2. ROC v Monte Cavo, zatímco druhá byla 3. ROC v Martina Franca.

## Úmrtí a onemocnění z radonu a azbestu
Od 90. let 20. století až do současnosti se o základně mluví v souvislosti s úmrtím vojenského personálu, který pracoval v 1. ROC na Monte Venda. K dnešnímu dni[kdy?] bylo hlášeno přibližně 60 úmrtí a tato otázka se dostala i na půdu italského parlamentu.
V té době byl doporučený limit ozáření radonem 400 becquerelů na metr krychlový, zatímco skutečné ozáření v oblasti 1. ROC bylo několik tisíc becquerelů.

## Snímky základny na Monte Venda

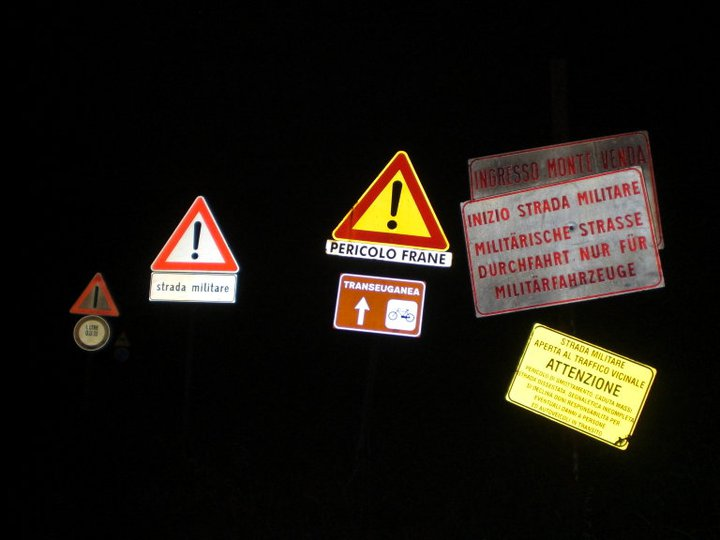
Vojenské značky na příjezdové cestě
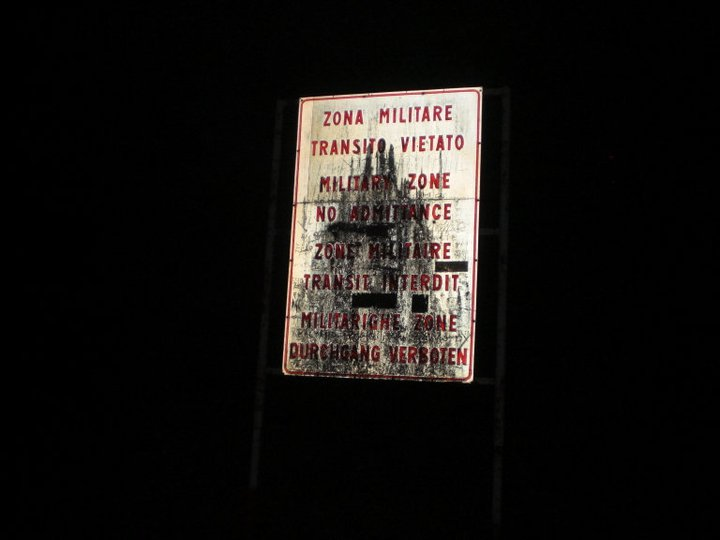
Vojenská značka u vchodu
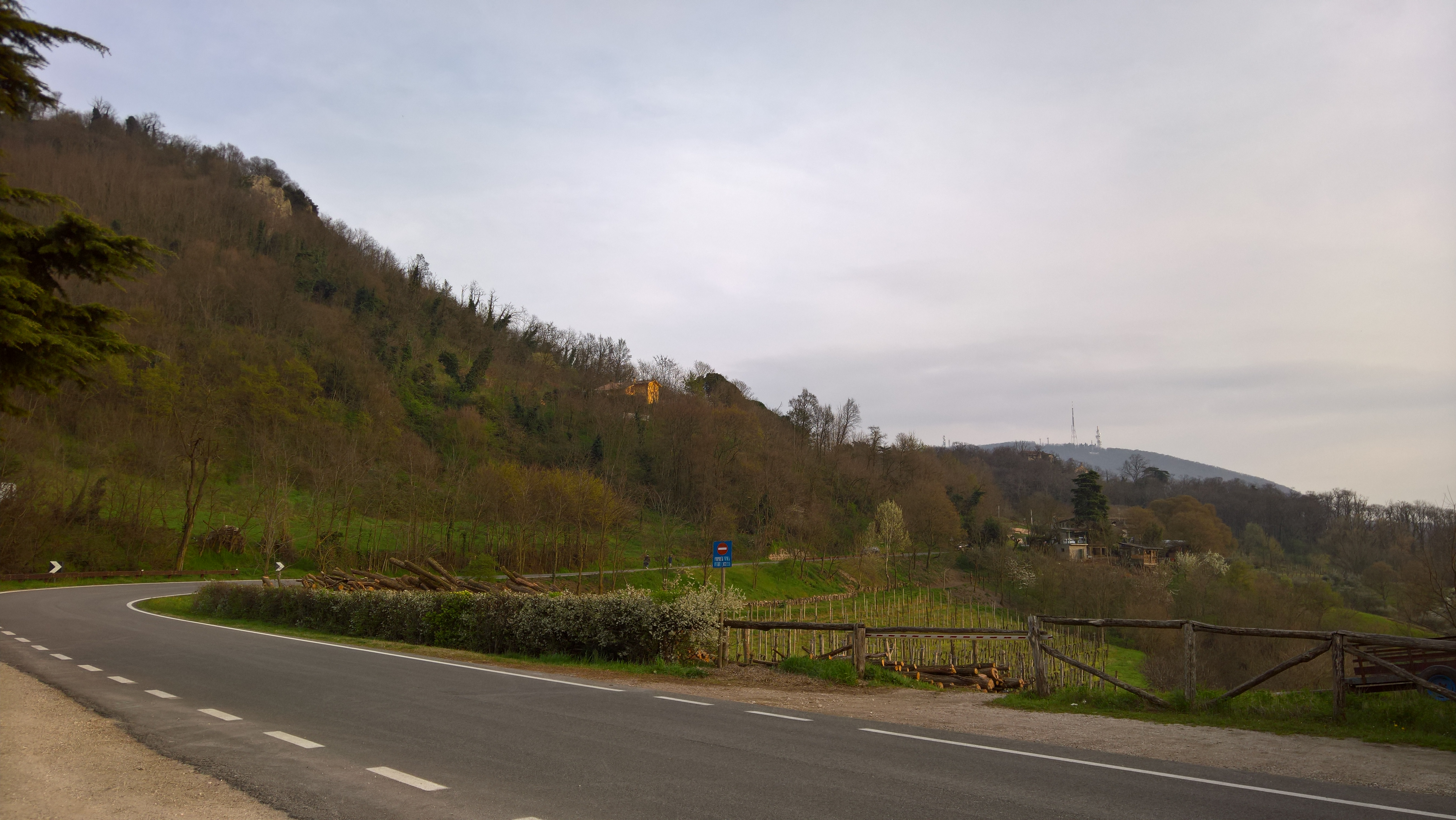
Vojenské antény na horní straně základny
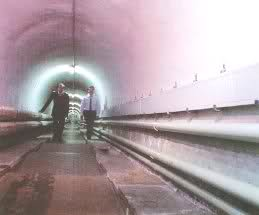
Tunel základny